# HTC 레이더 4G
HTC 레이더 4G(HTC Raider 4G 코드명: Holiday)는 HTC가 2011년 9월 21일 대한민국에서 처음 공개하고 2011년 9월 29일 발매한 4세대 스마트폰이다. SK텔레콤과 손잡고 개발하였으며 AT&T로도 출시된다. 또한 캐나다에서도 출시되는 글로벌 모델이며 LTE를 지원한다. 2012년 5월 30일 국내에서 정식으로 ICS 4.0.3이 htc 제품 중 두 번째로 업그레이드 되었다.